# Loliolus sumatrensis
Espèce
Synonymes
- Loligo kobiensis Hoyle, 1885[1]
- Loligo sumatrensis Orbigny, 1839[2]
- Loligo yokoyae Ishikawa, 1925[1]
- Loliolus (Nipponololigo) sumatrensis (Orbigny, 1835)[1]
- Loliolus rhomboidalis Burgess, 1967[1]

Loliolus sumatrensis est une espèce d'octopodes, du genre Loliolus et de la famille des Loliginidae.

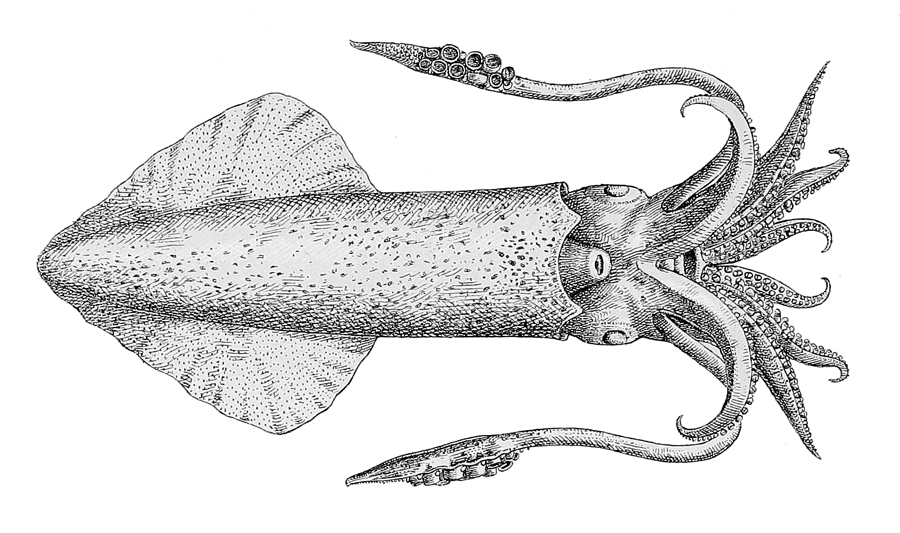
Loliolus sumatrensis

## Habitat et répartition
Cette espèce est présente dans les eaux de l'Indo-ouest Pacifique (Japon, Philippines et Maldives), en milieu subtropical, à partir de 10 mètres.